# José Luis Garcés González
José Luis Garcés González es un escritor y ensayista colombiano nacido en Montería, Córdoba, o San Jerónimo de los Charcos como él suele llamarle, el 28 de agosto de 1950. Miembro fundador del grupo literario "El Túnel", actualmente dirige la revista y el periódico del mismo nombre.

## Trayectoria
En el género de la novela y el cuento ha alcanzado el suficiente prestigio y los méritos como para colocarse al lado de los más connotados escritores de América Latina. Con sus obras en prosa ha ganado importantes concursos nacionales y ha quedado finalista en otros del orden internacional. Con el cuento "Organizando el Trayecto" inicia su racha de triunfos, obteniendo el primer premio en el concurso organizado por la Universidad de Córdoba en 1976.
Cuatro años más tarde es nuevamente galardonado con el primer premio en el concurso de cuentos auspiciado por el Departamento Administrativo del Servicio Civil. En esta oportunidad su cuento ganador fue "El Retorno Triste de la Memoria". Más tarde su cuento "Desde las fauces de la Sombra", gana el primer lugar en el concurso organizado por la Fundación Testimonio y la Universidad de Nariño. Tiempo después queda como finalista en el Concurso Latinoamericano de Novela "Jorge Isaacs", con la obra "Los Extraños Traen Mala Suerte". Con la novela "Entre la Soledad y los Cuchillos", se coloca como finalista en el concurso de novela organizado por Plaza y Janés, editorial que le publica su obra.
Otras de sus obras son: "Oscuras Cronologías", (recopilación de cuentos y relatos cortos); "La Efímera Inmortalidad de los Espejos", (cuentos); "Balada del Amor Final" (cuentos), "Carmen ya iniciada", (novela), "La Llanura obstinada" (novela), "Corazón Plural" (Poemas), "Zahusta" (cuentos y relatos), "El Abuelo Bijao y otros cuentos de lao" (cuentos), "Cuerpos otra vez", (relatos) y "Los Locos de Montería", (semblanzas), “Ese viejo vino oscuro”.
Director de la revista El Túnel y exdirector de la Casa de la Cultura de la ciudad de Montería. Autor de dos obras de teatro y de los argumentos de las telenovelas: "Caballo Viejo", "Música Maestro" y "La 40, la Calle del Amor", obras que fueron llevadas a la televisión colombiana con insupera-ble éxito de sintonía. Sus trabajos como periodista han sido publicados en revistas, periódicos y suplementos literarios de todo el país. Algunas de sus poesías están incluidas en la Antología de Poetas de Córdoba (v.e.n.). Hace algún tiempo montó la taberna "Palabras" (v.e.n.), un lugar abierto a la cultura.
Como director y guionista ha realizado tres documentales para Telecaribe, profesor del Área de Español y Literatura de la Universidad de Córdoba. En marzo de 1998 publicó el libro antológico "Crónicas para intentar una historia", en agosto de 1997 ganó en Barranquilla el concurso de libro de cuentos con el texto "Amor Recíproco"
En una de sus obras publicadas recoge la vida y desventura de una veintena de locos que ha dado la ciudad. De la pérdida del juicio de algunos de ellos él se siente culpable.

## Premios
Garcés González ha publicado cuentos, poemas, crónicas, investigaciones literarias y estudios monográficos. Su obra literaria ha sido reconocida tanto en Colombia como en el exterior. Algunos de los galardones que ha recibido, son: Segundo premio Plaza y Janés, 1985, con Entre la Soledad y los Cuchillos; Primer premio de Novela Ciudad de Pereira, 1984, con Carmen ya Iniciada. Primer premio al Mejor Envío Extranjero, Concurso de Cuentos Javiera Carrera, Valparaíso, Chile, 1983.
En 1992, con motivo de los 500 años de América, logró el tercer premio en el concurso de historia, Universidad del Atlántico, con el ensayo Dos Lujurias en América. Su libro de cuentos Fernández y las Ferocidades del Vino, ganó el segundo premio en el concurso nacional del libro de cuento Ciudad de Bogotá, en 1991. A finales de febrero de 2007 obtuvo el Premio Nacional de libro de cuento de la Universidad Industrial de Santander con el volumen “Aguacero contra los Árboles”

## Obra publicada
Libros de cuentos
- Oscuras cronologías (1980)
- La efímera inmortalidad de los espejos (1982)
- Balada del amor final (1986)
- Fernández y las ferocidades del vino (1991)
- Zahusta (1995)
- La vida: (un documental en ciento veinte capítulos) (2004)
- Aguacero contra los árboles (2007)
- La muerte del filósofo y otras narraciones (2009)

Novela
- Los extraños traen mala suerte (1984)
- Entre la soledad y los cuchillos (1985)
- La llanura obstinada (1988)
- Carmen ya iniciada (1988)
- Isaac (2000)
- Ese viejo vino oscuro (2005)
- La fiera Fischer (2012)
- Fuga de caballos (2013)
- Las espadas en receso del Conde de la Quimera (2021)

Poesía
- Corazón plural (1989)
- Cuerpos otra vez (1993)
- Sombra en los aljibes (2008)

Literatura infantil
- El abuelo Bijao y otros cuentos de lao (1996)
- El abuelo Bijao ha regresao: el abuelo Bijao ha regresao, con coplas, adivinanzas y una obra de teatro al lao  (2002)

Crónica
- Crónicas para intentar una historia (1998)

Ensayos
- Los locos de Montería (1992)
- Literatura en el Sinú (2 vols.) (2000)
- Manuel Zapata Olivella, caminante de la literatura y de la historia (2002)
- Cultura y Sinuanología (2002)
- Literatura en el Caribe colombiano. Señales de un proceso (2 vols.) (2007)
- Montería a sol y sombra: (de la fábula a la postmodernidad) (2010)
- Textos de medianoche (2010)